# Aporé
Aporé este un oraș în Goiás (GO), Brazilia. 